# Liste der Baudenkmäler in Lichtenau (Mittelfranken)
Auf dieser Seite sind die Baudenkmäler in dem mittelfränkischen Markt Lichtenau zusammengestellt. Diese Tabelle ist eine Teilliste der Liste der Baudenkmäler in Bayern. Grundlage ist die Bayerische Denkmalliste, die auf Basis des Bayerischen Denkmalschutzgesetzes vom 1. Oktober 1973 erstmals erstellt wurde und seither durch das Bayerische Landesamt für Denkmalpflege geführt wird. Die folgenden Angaben ersetzen nicht die rechtsverbindliche Auskunft der Denkmalschutzbehörde.
 Diese Liste gibt den Fortschreibungsstand vom 1. Mai 2020 wieder und enthält 52 Baudenkmäler.

## Ensembles

### Ensemble Festung und alter Markt Lichtenau

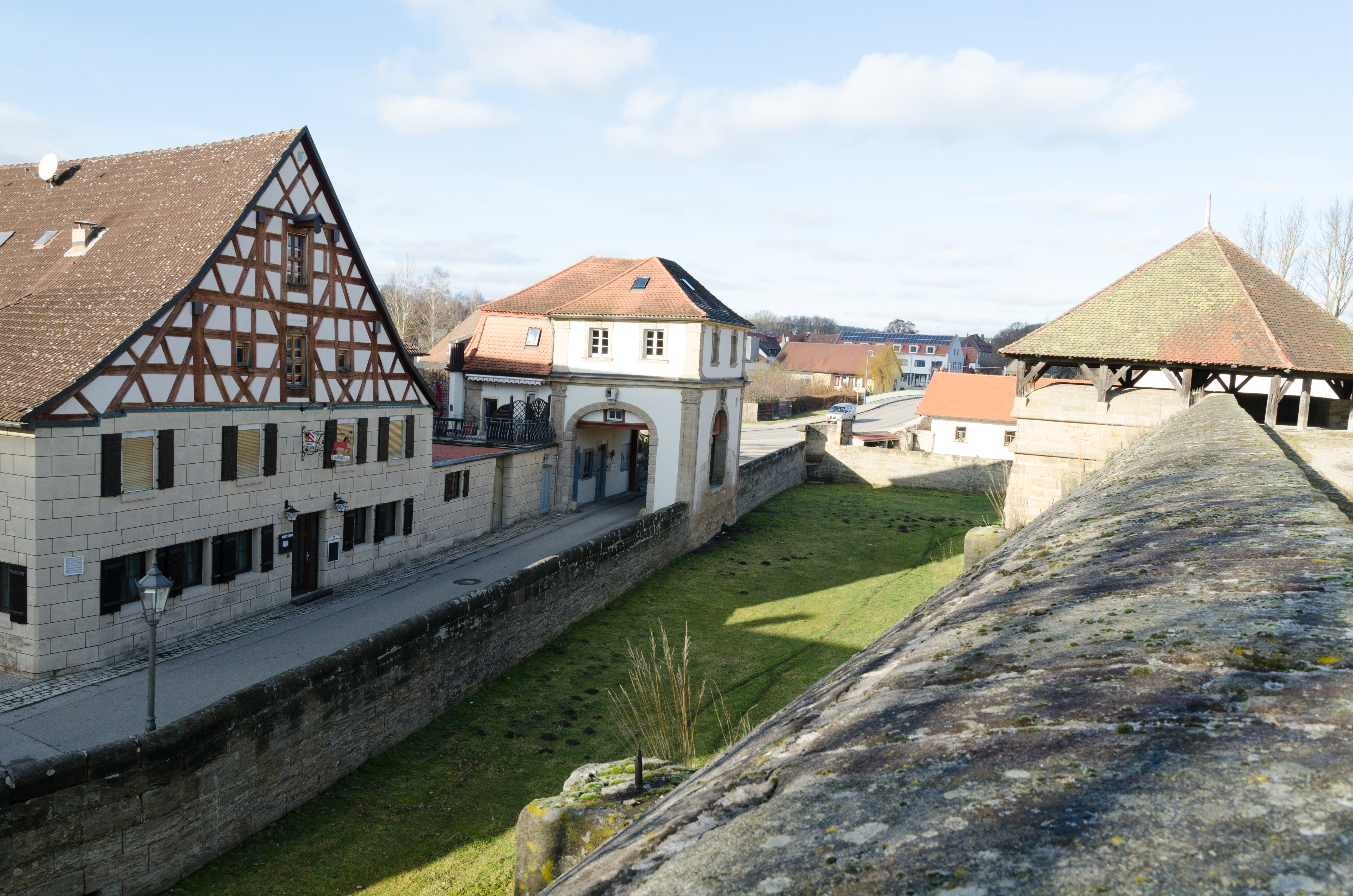
Festung und unteres Tor

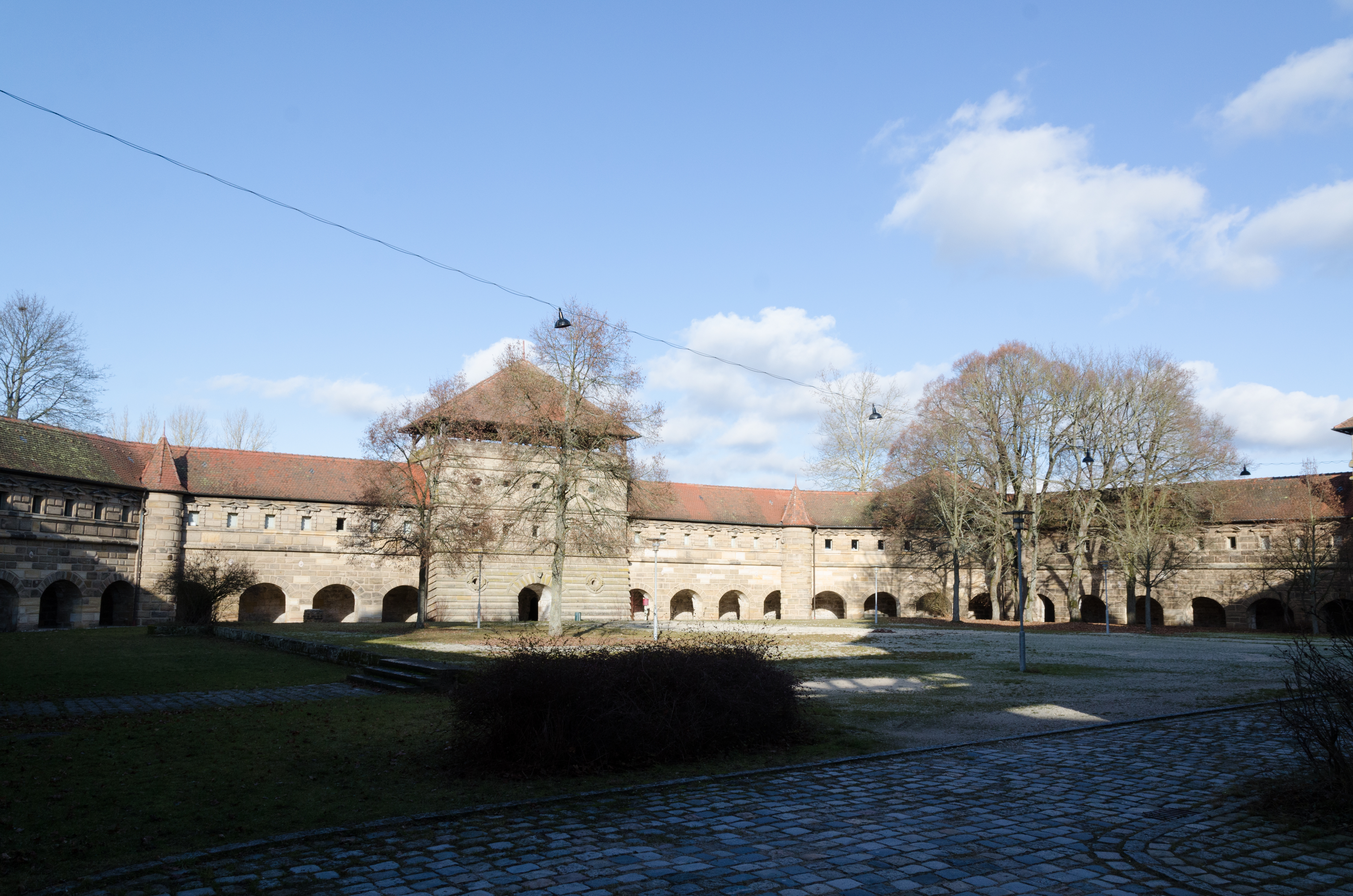
Festung Lichtenau

Die Umgrenzung des Ensembles Festung und alter Markt Lichtenau wird definiert von der Festungsanlage und dem an ihrer Süd- und Westseite entstandenen Markt, der seinerseits von einer allerdings teilweise überbauten und eingeebneten Mauer- und Zwingeranlage umgeben wird, die an die Wall-Grabenanlage der Festung stößt. 
Eine Burg wird im 13. Jahrhundert genannt, in dem auch die Anfänge des Marktes vermutet werden dürfen. Von 1401 bis 1806 ist Festung und Markt im Besitz der Reichsstadt Nürnberg, die Lichtenau zu einem vorgeschobenen Bollwerk gegenüber dem Markgrafen von Ansbach ausbaute. Mitte des 16. Jh. zerstört, wurde die Festung mit dem Schloss von Nürnberger Baumeistern neu gebaut und 1630 vollendet. Der Markt selbst wird 1688 zerstört, sodass sich kaum ältere Bausubstanz erhalten hat. Die Zugehörigkeit zu Nürnberg lässt sich an der Architektursprache ebenso wie an der Verwendung des Sandsteins für Festungsanlage, Kirche und Bürgerhäuser deutlich erkennen.
Die Marktsiedlung wird geprägt von Kirche und zweigeschossigen Giebelhäusern mit zumeist Fachwerkscheunen. Neben Wohnhäusern des späten 17. Jh. mit Fachwerkobergeschossen dominieren vor allem unverputzte Sandsteinquaderbauten des mittleren und späten 18. Jh., oft mit volutenbesetzten Giebeln. Mansarddachgebäude des 18. Jh., wie z. B. die beiden Markttore, sind Teile der Ortsbefestigung von 1734/36. An einigen Stellen ist die Pflasterung des 18. Jh. mit Kopfsteinen erhalten. Die Holzschuherstraße führt vom westlichen Eingang in einem weiten Bogen zum Marktplatz, der sich vor dem Südtor öffnet. Holzschuherstraße und Marktplatz sind von großen, giebelständigen Gebäuden eingefasst. Die Festung diente während des 19. Jh. und bis in das 20. Jh. hinein als Gefängnis und wurde dementsprechend umgebaut und um neue Gebäude ergänzt. Die baulichen Veränderungen an der Festung wurden weitgehend zurückgebaut, erhalten sind die Nebengebäude des Gefängnisses im Südosten der Festungsmauer. Der Ort erfuhr zwar in der Nachkriegszeit durch die teilweise Überbauung des Befestigungsringes und durch moderne Bauten einer Brauerei Störungen, doch bleibt er das seltene Beispiel eines gut erhaltenen Festungsortes. Die bauliche Einheit von Festung und Markt basiert auf einem gemeinsamen Entstehungszeitraum von nur 200 Jahren, auf der engen Verzahnung beider Befestigungsanlagen, auf dem gemeinsamen Nürnberger Bautypus und auf der Verwendung desselben Baumaterials, grobkörniger, weißer Sandstein. Aktennummer: E-5-71-175-1.

## Ortsbefestigung
Von der ehemaligen, 1734/36 errichteten Ortsbefestigung sind Reste der Natursteinmauer überwiegend aus Quadermauerwerk erhalten. Der Zwinger ist teilweise überbaut und eingeebnet. Beide Tore sind erhalten. Adressen: Am Mühlbach 2, 9, Am Wallgraben 1, 3, 5, 7, 9, 11, 13, 15, Marktplatz 1, 9, 12, Holzschuherstraße 1, 5, 7, 9, 11, 13, 15, 17, Von-Heydeck-Straße 2, 8. Aktennummer: D-5-71-175-1.

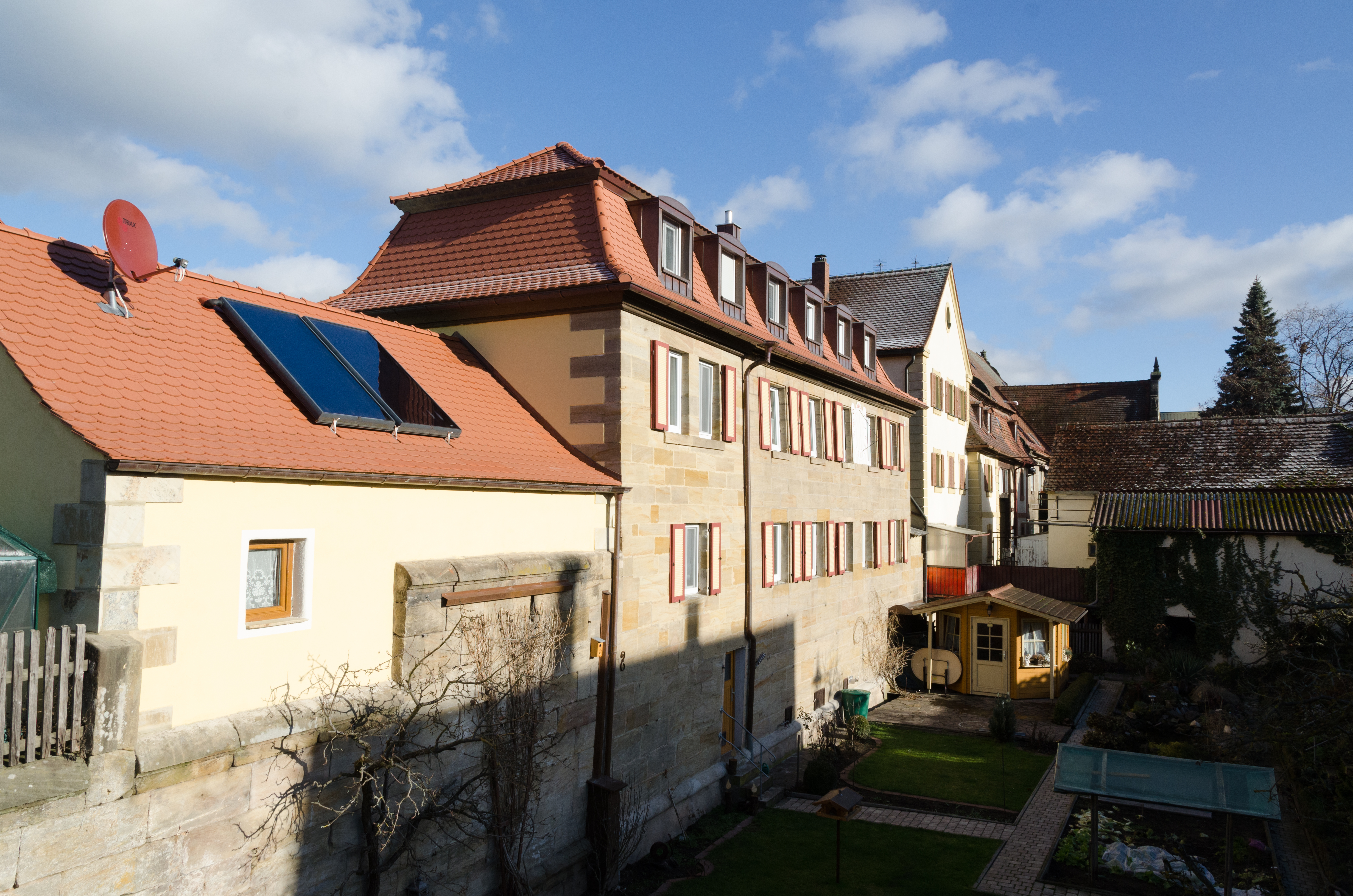
Graben bei Am Wallgraben 1
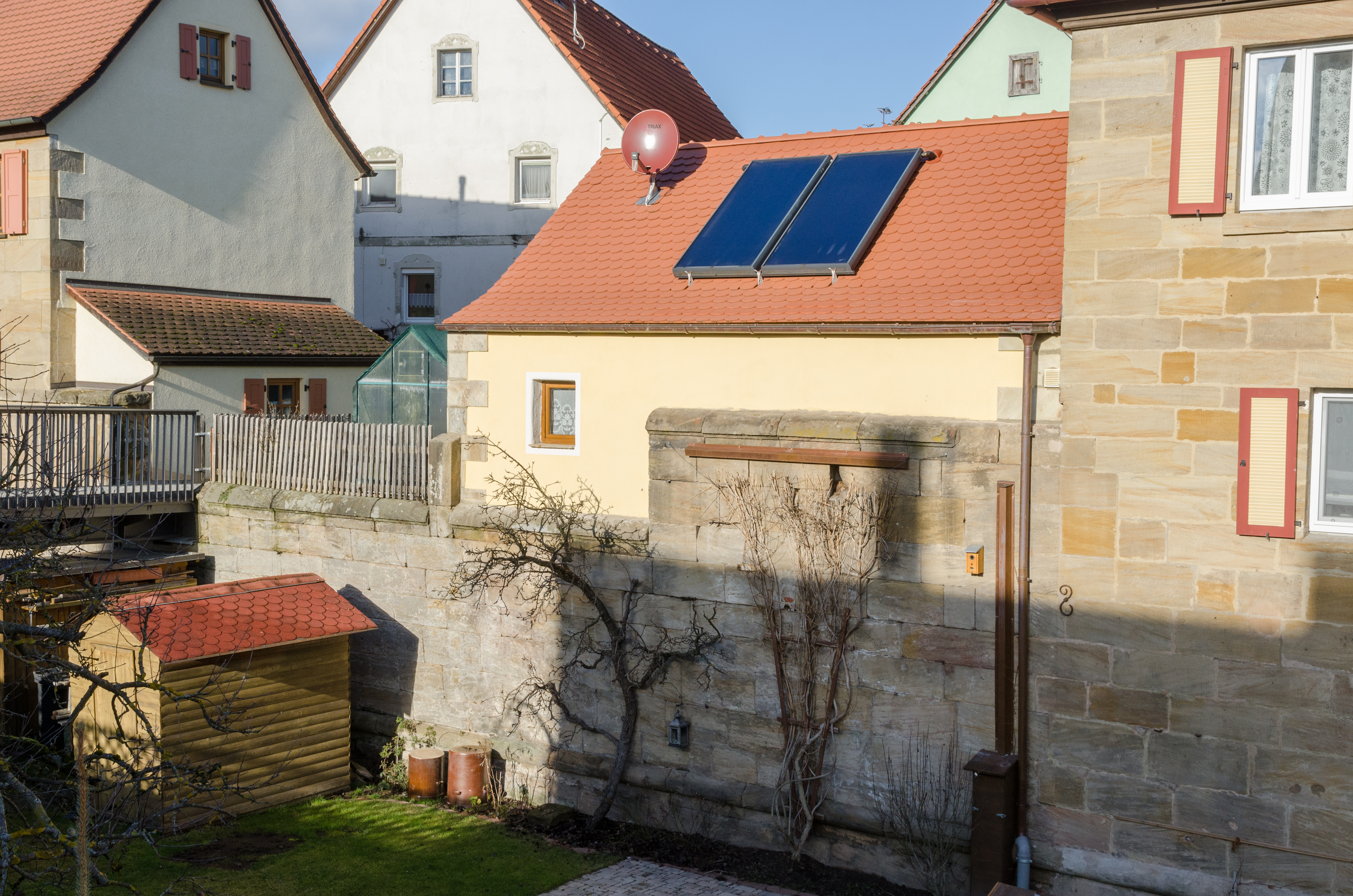
Graben bei Am Wallgraben 1
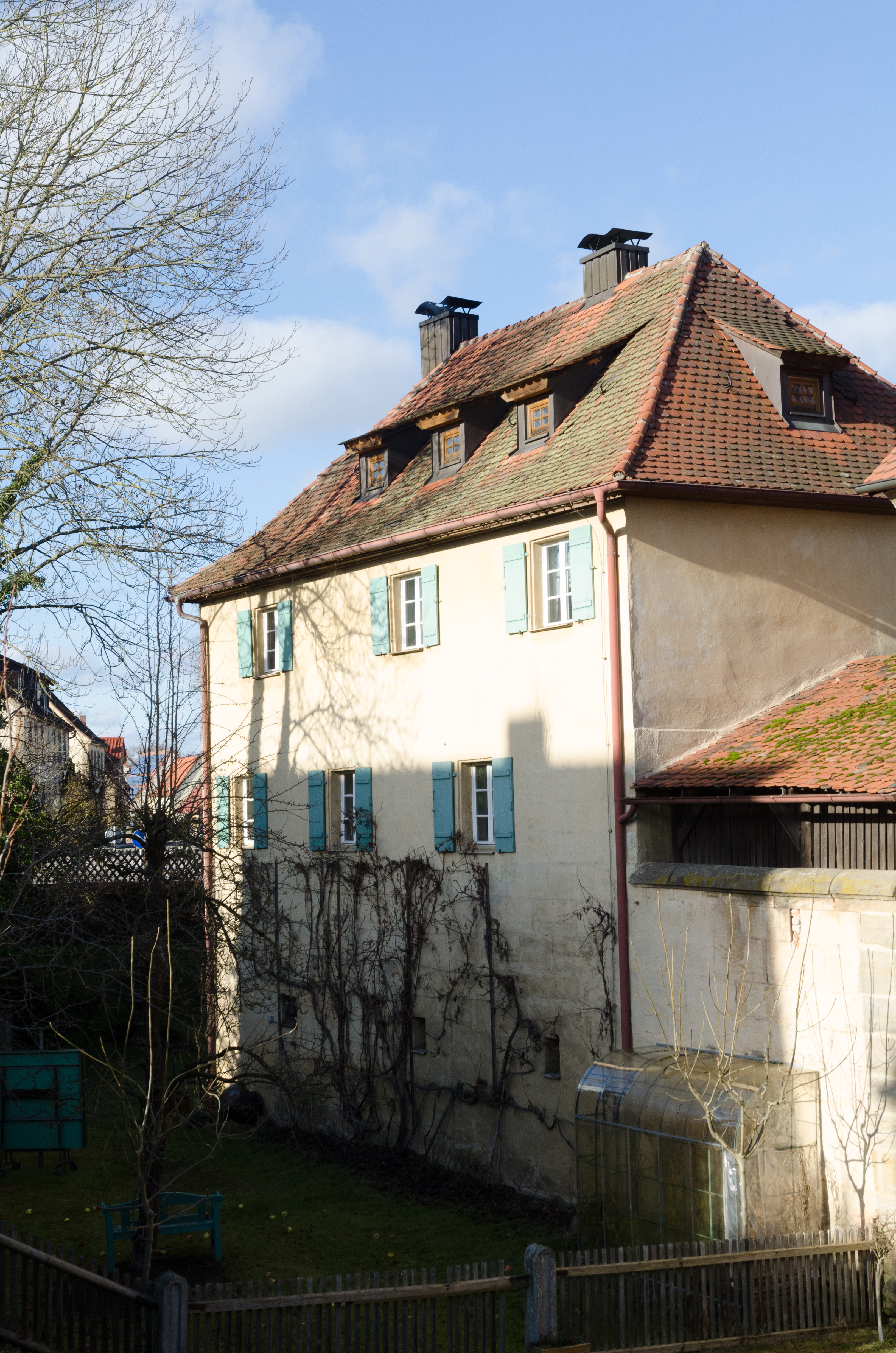
Graben bei Am Wallgraben 5

| Lage                            | Objekt                 | Beschreibung | Akten-Nr.     | Bild           |
| ------------------------------- | ---------------------- | --- | ------------- | -------------- |
| Marktplatz 12 (Standort)        | Oberes südliches Tor   | Torhaus, eingebaut in zweigeschossiges Gebäude mit Mansardwalmdach, Putzgliederung, von Johann Leonhardt Schmidt und Johann Martin Merk, 1749 | D-5-71-175-16 | weitere Bilder |
| Von-Heydeck-Straße 2 (Standort) | Unteres nördliches Tor | Zweigeschossiges Mansarddachbau mit Tordurchfahrt unter Walmdach, bezeichnet „1763“                                                           | D-5-71-175-37 | weitere Bilder |

## Baudenkmäler nach Gemeindeteilen

### Lichtenau
| Lage                                                                                    | Objekt | Beschreibung | Akten-Nr.     | Bild                                              |
| --------------------------------------------------------------------------------------- | --- | --- | ------------- | ------------------------------------------------- |
| Am Wallgraben 1 (Standort)                                                              | Wohnhaus | Zweigeschossiger Mansarddachbau, massiv, teilweise mit Putzgliederung und Natursteinmauerwerk, 1751; über der ehemaligen Ortsbefestigung errichtet                                                             | D-5-71-175-3  | weitere Bilder                                    |
| Am Wallgraben 5 (Standort)                                                              | Ehemaliges Forsthaus | Zweigeschossiger massiver Walmdachbau, bezeichnet „1739“, Obergeschoss später verändert | D-5-71-175-5  | weitere Bilder                                    |
| Am Wallgraben 5 (Standort)                                                              | Nebengebäude | Eingeschossiger Satteldachbau, mit Ladeluke, wohl 19. Jahrhundert | D-5-71-175-5  | Nebengebäude                                      |
| Am Wallgraben 9; Am Wallgraben 11 (Standort)                                            | Wohngebäude | Doppelhaus, zweigeschossiger massiver Bau mit Mansardwalmdach, Natursteinquader, teilweise verputzt, mit Natursteingliederung, 1751; über ehemaliger Ortsbefestigung                                           | D-5-71-175-7  | weitere Bilder                                    |
| Am Wallgraben 15 (Standort)                                                             | Ehemaliges Brauhaus | Massiver Satteldachbau in Ecklage, giebelseitig Natursteinmauerwerk, mit Geschossgliederung, 1688, 1794 umgebaut zu Wohnhaus                                                                                   | D-5-71-175-9  | weitere Bilder                                    |
| Ansbacher Straße 13; Ansbacher Straße 11 (Standort)                                     | Ehemaliges Justizgebäude, heute Rathaus                                                                                           | Zweigeschossiges Gebäude über winkelförmigem Grundriss, mit Walmdach und Zwerchhäusern, Sandsteinquader, im altfränkischen Stil, um 1900                                                                       | D-5-71-175-10 | BW                                                |
| Ansbacher Straße 13; Ansbacher Straße 11 (Standort)                                     | Ehemaliges Justizgebäude, Garten                                                                                                  | Wohl gleichzeitig | D-5-71-175-10 | BW                                                |
| Ansbacher Straße 13; Ansbacher Straße 11 (Standort)                                     | Ehemaliges Justizgebäude, erhaltene Teile der Ummauerung                                                                          | Mit Sandsteinpfeilern, wohl gleichzeitig | D-5-71-175-10 | BW                                                |
| Badstraße 4 (Standort)                                                                  | Ehemaliges Schießhaus | Zweigeschossiges Gebäude mit Mansardwalmdach, Sandsteinquader, bezeichnet „1747“ Nebengebäude, eingeschossiger massiver Satteldachbau, wohl um 1800                                                            | D-5-71-175-12 | BW                                                |
| Badstraße 4; Nähe Unterrottmannsdorfer Straße; Unterrottmannsdorfer Straße 5 (Standort) | Friedhof | Angelegt 1788 | D-5-71-175-11 | Friedhof                                          |
| Badstraße 4; Nähe Unterrottmannsdorfer Straße; Unterrottmannsdorfer Straße 5 (Standort) | Friedhof, ehemaliges Gruftgebäude, jetzt Bahrhaus                                                                                 | Sandsteinquaderbau mit geschwungener Verdachung, mit Eckpilastern, bezeichnet „1788“ | D-5-71-175-11 | Friedhof, ehemaliges Gruftgebäude, jetzt Bahrhaus |
| Badstraße 4; Nähe Unterrottmannsdorfer Straße; Unterrottmannsdorfer Straße 5 (Standort) | Friedhof, Friedhofsmauer | Quadersteinmauer mit Portal und Gitter, Portal bezeichnet „1788“, später erweitert | D-5-71-175-11 | BW                                                |
| Badstraße 4; Nähe Unterrottmannsdorfer Straße; Unterrottmannsdorfer Straße 5 (Standort) | Friedhof, mit Grabsteinen | | D-5-71-175-11 | BW                                                |
| Holzschuherstraße 2; In Lichtenau (Standort)                                            | Wohnhaus | Zweigeschossiger giebelständiger Satteldachbau, Obergeschoss und Giebel Fachwerk, Krangaube, 17. Jahrhundert                                                                                                   | D-5-71-175-20 | weitere Bilder                                    |
| Holzschuherstraße 2; In Lichtenau (Standort)                                            | Scheune neben dem Wohnhaus | Satteldachbau, Fachwerk und Sandstein, 18./19. Jahrhundert | D-5-71-175-20 | Scheune neben dem Wohnhaus                        |
| Holzschuherstraße 3 (Standort)                                                          | Wohnhaus | Zweigeschossiger Satteldachbau, Natursteinquader, Fassade mit Ziergiebel, 1785 | D-5-71-175-21 | weitere Bilder                                    |
| Holzschuherstraße 4 (Standort)                                                          | Wohnhaus | Zweigeschossiger Satteldachbau in Ecklage, Natursteinquader, mit Volutengiebel, Ende 18. Jahrhundert | D-5-71-175-22 | weitere Bilder                                    |
| Holzschuherstraße 7 (Standort)                                                          | Wohngebäude | Zweigeschossiger Satteldachbau, teilweise Natursteinquader, mit anschließender Scheune, mit Fachwerkobergeschoss, 18. Jahrhundert                                                                              | D-5-71-175-24 | weitere Bilder                                    |
| Holzschuherstraße 9, 11 (Standort)                                                      | Wohnhaus | Zweigeschossiger giebelständiger Satteldachbau, mit Fachwerkobergeschoss und Fachwerkgiebel, Eckquaderungen, spätes 18. Jahrhundert                                                                            | D-5-71-175-26 | weitere Bilder                                    |
| Holzschuherstraße 13, 15 (Standort)                                                     | Wohnhaus | Zweigeschossiger giebelständiger Satteldachbau, Natursteinquader, teilweise Fachwerk, mit Geschossgliederung, spätes 18. Jahrhundert                                                                           | D-5-71-175-27 | weitere Bilder                                    |
| Holzschuherstraße 13, 15 (Standort)                                                     | Scheune | Eingeschossiger Satteldachbau, teilweise Fachwerk, wohl 17. Jahrhundert | D-5-71-175-27 | Scheune                                           |
| Holzschuherstraße 17 (Standort)                                                         | Wohnhaus | Zweigeschossiger giebelständiger Satteldachbau, Natursteinquader, Volutengiebel, spätes 18. Jahrhundert | D-5-71-175-28 | weitere Bilder                                    |
| Holzschuherstraße 17 (Standort)                                                         | Scheune | Rückwärtig, eingeschossiger Satteldachbau, einseitig mit Walm, Fachwerk, 18. Jahrhundert | D-5-71-175-28 | Scheune                                           |
| Kirchenweg 6 (Standort)                                                                 | Wohnhaus | Zweigeschossiger giebelständiger Satteldachbau, mit Fachwerkgiebel, wohl spätes 17. Jahrhundert | D-5-71-175-30 | BW                                                |
| Kirchenweg 8 (Standort)                                                                 | Wohnhaus | Zweigeschossiger traufständiger Satteldachbau, bezeichnet „1926“, älterer Kern | D-5-71-175-31 | BW                                                |
| Marktplatz 1 (Standort)                                                                 | Brauerei, ehemals auch Gastwirtschaft, Wohngebäude                                                                                | Zweigeschossiger Satteldachbau, Quadersteinmauerwerk, mit Volutengiebel und zweigeschossigem Ladeerker, 18. Jahrhundert; teilweise über ehemaligen Ortsbefestigung errichtet                                   | D-5-71-175-13 | weitere Bilder                                    |
| Marktplatz 1 (Standort)                                                                 | Brauerei | Südliche Erweiterung des Brauereigebäudes, eingeschossiger Satteldachbau mit Volutengiebel, in historisierenden Formen, bezeichnet „1913“                                                                      | D-5-71-175-13 | BW                                                |
| Marktplatz 2 (Standort)                                                                 | Zugehörig Scheune | Mit Fachwerkobergeschoss, 18. Jahrhundert | D-5-71-175-25 | weitere Bilder                                    |
| Marktplatz 4 (Standort)                                                                 | Ehemaliges Schmiedeanwesen | Dreigeschossiger Satteldachbau in Ecklage, mit risalitartig vorgestelltem Zwerchhaus, Sandsteinquader, mit volutenverzierten Giebeln im Stil der Lichtenauer Festungsanlage, historisierend, bezeichnet „1907“ | D-5-71-175-58 | weitere Bilder                                    |
| Marktplatz 6 (Standort)                                                                 | Ehemaliges Gericht | Zweigeschossiger Satteldachbau in Ecklage, Sandsteinquader, mit volutenverziertem Giebel, Dachreiter, bezeichnet „1750“                                                                                        | D-5-71-175-14 | weitere Bilder                                    |
| Marktplatz 8 (Standort)                                                                 | Wohnhaus | Zweigeschossiger Satteldachbau in Ecklage, einseitig mit Schopfwalm, verputztes Fachwerkobergeschoss, 17. Jahrhundert                                                                                          | D-5-71-175-15 | weitere Bilder                                    |
| Marktplatz 10 (Standort)                                                                | Wohnhaus | Zweigeschossiger giebelständiger Satteldachbau, rückwärtig Halbwam, Obergeschoss und Giebel Fachwerk, 17. Jahrhundert                                                                                          | D-5-71-175-17 | weitere Bilder                                    |
| Marktplatz 12, an das südliche Tor angebaut (Standort)                                  | Wohnhaus | Zweigeschossiger Satteldachbau, 18. Jahrhundert | D-5-71-175-18 | weitere Bilder                                    |
| Nähe Ansbacher Straße, am westlichen Ortsausgang am Galgenberg (Standort)               | Beichtmarter | Sandstein, 16./17. Jahrhundert | D-5-71-175-40 | BW                                                |
| Obere Kellergasse 8 (Standort)                                                          | Kelleranlagen unter ehemaligem Kellerhaus                                                                                         | Weitläufig, gewölbt, wohl barock, 17./18. Jahrhundert | D-5-71-175-32 | BW                                                |
| Pfarrgasse 1 (Standort)                                                                 | Evangelisch-lutherische Pfarrkirche Heilige Dreifaltigkeit                                                                        | Saalbau mit Westturm, von Christoph Gottlieb Volckamer, 1724; mit Ausstattung | D-5-71-175-34 | weitere Bilder                                    |
| Pfarrgasse 2 (Standort)                                                                 | Pfarrhaus | Zweigeschossiger massiver Walmdachbau, Natursteinquader, Innenausbau, 1636, im 18. Jahrhundert verändert | D-5-71-175-33 | weitere Bilder                                    |
| Von-Heydeck-Straße 1; Nähe Von-Heydeck-Straße (Standort)                                | Festungsanlage | Nürnbergische unregelmäßig-pentagonale Festungsanlage nach Plänen von Antonio Fazuni, 1558–1630 | D-5-71-175-36 | weitere Bilder                                    |
| Von-Heydeck-Straße 1; Nähe Von-Heydeck-Straße (Standort)                                | Festungsanlage | Zweigeschossiger Schlossbau mit zwei flankierenden hohen Rundtürmen | D-5-71-175-36 | weitere Bilder                                    |
| Von-Heydeck-Straße 1; Nähe Von-Heydeck-Straße (Standort)                                | Festungsanlage, Innenhof umgeben von Kasematten                                                                                   | Drei Kavaliere | D-5-71-175-36 | weitere Bilder                                    |
| Von-Heydeck-Straße 1; Nähe Von-Heydeck-Straße (Standort)                                | Festungsanlage, fünf vorspringende Bastionen: Glockenbatterie, Drachenbatterie, Bärenbatterie, Hirschenbatterie, Jungfernbatterie | | D-5-71-175-36 | weitere Bilder                                    |
| Von-Heydeck-Straße 1; Nähe Von-Heydeck-Straße (Standort)                                | Festungsanlage | Mit Buckelquaderung der Außenböschung | D-5-71-175-36 | weitere Bilder                                    |
| Von-Heydeck-Straße 4 (Standort)                                                         | Gasthaus | Zweigeschossiger giebelständiger Satteldachbau, mit Fachwerkgiebel, 1653 | D-5-71-175-38 | weitere Bilder                                    |
| Von-Heydeck-Straße 10 (Standort)                                                        | Wohnhaus | Zweigeschossiges Gebäude mit Mansardwalmdach, 18. Jahrhundert | D-5-71-175-39 | BW                                                |

### Erlenmühle
| Lage                    | Objekt                                           | Beschreibung | Akten-Nr.     | Bild |
| ----------------------- | ------------------------------------------------ | --- | ------------- | ---- |
| Erlenmühle 3 (Standort) | Ehemalige Mühle                                  | Zweigeschossiger massiver Satteldachbau, 1733, mit Anbauten, teilweise im 19. Jahrhundert umgebaut, bezeichnet „1847“ | D-5-71-175-41 | BW   |
| Erlenmühle 3 (Standort) | Ehemalige Mühle, Nebengebäude                    | Eingeschossiger Satteldachbau, 19. Jahrhundert                                                                        | D-5-71-175-41 | BW   |
| Erlenmühle 3 (Standort) | Ehemalige Mühle, Scheune- und Wirtschaftsgebäude | Eingeschossiger Satteldachbau mit Quergiebel, teilweise Fachwerk, 19. Jahrhundert                                     | D-5-71-175-41 | BW   |
| Erlenmühle 3 (Standort) | Ehemalige Mühle, Kleintierstall                  | Eingeschossiger Satteldachbau, 19. Jahrhundert                                                                        | D-5-71-175-41 | BW   |

### Gotzendorf
| Lage                                                      | Objekt       | Beschreibung                | Akten-Nr.     | Bild |
| --------------------------------------------------------- | ------------ | --------------------------- | ------------- | ---- |
| Steigfeld, im Neubruch am Weg nach Bammersdorf (Standort) | Fraischstein | Wohl frühes 18. Jahrhundert | D-5-71-175-42 | BW   |

### Gotzenmühle
| Lage                     | Objekt          | Beschreibung                                                    | Akten-Nr.     | Bild |
| ------------------------ | --------------- | --------------------------------------------------------------- | ------------- | ---- |
| Gotzenmühle 1 (Standort) | Ehemalige Mühle | Zweigeschossiger Satteldachbau mit ausladendem Zwerchhaus, 1746 | D-5-71-175-43 | BW   |
| Gotzenmühle 1 (Standort) | Ehemalige Mühle | Mit Mühlkanal                                                   | D-5-71-175-43 | BW   |

### Immeldorf
| Lage                                                                                  | Objekt                                        | Beschreibung | Akten-Nr.     | Bild           |
| ------------------------------------------------------------------------------------- | --------------------------------------------- | --- | ------------- | -------------- |
| Büschelbacher Straße 1; Hauptstraße 19 (Standort)                                     | Evangelisch-lutherische Pfarrkirche St. Georg | Chorturmkirche, Chorturmunterbau 14. Jahrhundert, Oberbau bezeichnet „1506“, Langhaussaal 1747, Chorturm mit Spitzhelm; mit Ausstattung | D-5-71-175-44 | weitere Bilder |
| Büschelbacher Straße 1; Hauptstraße 19 (Standort)                                     | Friedhof                                      | Im Kern wohl mittelalterliche Anlage, im 19. Jahrhundert erweitert, mit Grabsteinen                                                     | D-5-71-175-44 | BW             |
| Büschelbacher Straße 1; Hauptstraße 19 (Standort)                                     | Friedhofsummauerung                           | Bestand überwiegend der zweiten Hälfte des 19. Jahrhunderts, teilweise wohl noch mittelalterliche Fragmente                             | D-5-71-175-44 | BW             |
| Fränkische Rezat; Rezatstraße; Wattenbacher Weg, über die Rezat (Standort)            | Brücke                                        | Zweibogiger Quaderbau, wohl um 1700, erneuert                                                                                           | D-5-71-175-50 | Brücke         |
| Hauptstraße 19 (Standort)                                                             | Pfarrhaus                                     | Zweigeschossiger massiver Walmdachbau in Ecklage, 1754                                                                                  | D-5-71-175-45 | BW             |
| Hauptstraße 17; Hauptstraße 19 (Standort)                                             | Scheune                                       | Eingeschossiger Satteldachbau, erste Hälfte 19. Jahrhundert, östlicher Teil, an Friedhof grenzend, umgebaut                             | D-5-71-175-45 | BW             |
| Hauptstraße 17; Hauptstraße 19 (Standort)                                             | Nebengebäude                                  | Kleiner massiver Satteldachbau, 19. Jahrhundert                                                                                         | D-5-71-175-45 | BW             |
| Hauptstraße 17; Hauptstraße 19 (Standort)                                             | Einfriedung                                   | Erhaltene Teile der Einfriedung, Quadersockel mit Pfeilern, teilweise gusseiserne Elemente, wohl um 1900                                | D-5-71-175-45 | BW             |
| Hauptstraße 19 (Standort)                                                             | Schulgebäude                                  | Zweigeschossiges massives Gebäude mit Mansardwalmdach, mit Gliederungen in Naturstein und neubarocken Elementen, Ende 19. Jahrhundert   | D-5-71-175-46 | weitere Bilder |
| Hauptstraße 22 (Standort)                                                             | Ehemaliges Gasthaus „Zur Krone“               | Zweigeschossiger traufständiger Satteldachbau, massiv, mit Ecklisenen, 18./19. Jahrhundert                                              | D-5-71-175-47 | weitere Bilder |
| Hauptstraße 25 (Standort)                                                             | Musikkneipe „Weißes Roß“                      | Zweigeschossiger Satteldachbau, Obergeschoss und Giebel Fachwerk, wohl 18. Jahrhundert                                                  | D-5-71-175-48 | weitere Bilder |
| Mühlweg 4 (Standort)                                                                  | Ehemalige Mühle, Wohngebäude                  | Zweigeschossiger massiver Satteldachbau, mit Geschossgliederung, 1877, älterer Kern                                                     | D-5-71-175-49 | weitere Bilder |
| Mühlweg 4 (Standort)                                                                  | Ehemalige Mühle, Scheune                      | Eingeschossiger Satteldachbau, wohl Ende 19. Jahrhundert                                                                                | D-5-71-175-49 | BW             |
| Sandäcker, an der Abzweigung des Weges nach Herpersdorf an der Kreisstraße (Standort) | Fragment eines Steinkreuzes                   | Sandstein, mittelalterlich | D-5-71-175-51 | BW             |

### Malmersdorf
| Lage                     | Objekt        | Beschreibung                                                                                        | Akten-Nr.     | Bild          |
| ------------------------ | ------------- | --------------------------------------------------------------------------------------------------- | ------------- | ------------- |
| Malmersdorf 1 (Standort) | Wohnstallhaus | eingeschossiges Gebäude mit Steildach, überwiegend Fachwerk, wohl 17. Jahrhundert, unterfangen 1732 | D-5-71-175-52 | Wohnstallhaus |

### Schlauersbach
| Lage                       | Objekt   | Beschreibung                                                                                       | Akten-Nr.     | Bild           |
| -------------------------- | -------- | -------------------------------------------------------------------------------------------------- | ------------- | -------------- |
| Schlauersbach 2 (Standort) | Gasthaus | zweigeschossiger Satteldachbau, mit Ecklisenen, Ende 18. Jahrhundert, im 19. Jahrhundert verändert | D-5-71-175-53 | weitere Bilder |
| Schlauersbach 8 (Standort) | Brunnen  | gusseiserner Pumpschwengel mit Eisenwanne, bezeichnet 1880; vor Haus Nummer 8                      | D-5-71-175-60 | Brunnen        |

### Unterrottmannsdorf
| Lage                             | Objekt                                 | Beschreibung | Akten-Nr.     | Bild                                   |
| -------------------------------- | -------------------------------------- | --- | ------------- | -------------------------------------- |
| In Unterrottmannsdorf (Standort) | Evangelisch-lutherische Christuskirche | Chorturmkirche, Sandsteinquaderbau, Chorturm mit vorkragendem Sichtziegelaufsatz und Spitzhelm, 1949/50 errichtet | D-5-71-175-59 | Evangelisch-lutherische Christuskirche |

### Waltendorf
| Lage                     | Objekt        | Beschreibung                                                                                      | Akten-Nr.     | Bild |
| ------------------------ | ------------- | ------------------------------------------------------------------------------------------------- | ------------- | ---- |
| Waltendorf 16 (Standort) | Wohnstallhaus | Eingeschossiges Gebäude mit Steildach, einseitig Krüppelwalm, mit Fachwerkgiebel, 18. Jahrhundert | D-5-71-175-54 | BW   |

### Wattenbach
| Lage                     | Objekt               | Beschreibung                                                                                      | Akten-Nr.     | Bild |
| ------------------------ | -------------------- | ------------------------------------------------------------------------------------------------- | ------------- | ---- |
| Wattenbach 18 (Standort) | Ehemaliges Schulhaus | Zweigeschossiger Zeltdachbau mit Feuerglockenturm, Sandsteinquaderbau mit Ecklisenen, erbaut 1835 | D-5-71-175-61 | BW   |

### Weidenmühle
| Lage                             | Objekt          | Beschreibung | Akten-Nr.     | Bild |
| -------------------------------- | --------------- | --- | ------------- | ---- |
| Unterrottmannsdorf 18 (Standort) | Ehemalige Mühle | Zweigeschossiger Satteldachbau, Fachwerkgiebel verputzt, 1825, älterer Kern Scheune, massiver Satteldachbau, bezeichnet „1844“ Nebengebäude mit Durchfahrt, Satteldachbau mit Fachwerkgiebel, zweite Hälfte 19. Jahrhundert | D-5-71-175-56 | BW   |

## Abgegangene Baudenkmäler
In diesem Abschnitt sind Objekte aufgeführt, die früher einmal in der Denkmalliste eingetragen waren, jetzt aber nicht mehr existieren, z. B. weil sie abgebrochen wurden. Aktennummern in diesem Abschnitt sind ehemalige, jetzt nicht mehr gültige Aktennummern.

| Lage                                 | Objekt            | Beschreibung                                                                             | Akten-Nr.     | Bild           |
| ------------------------------------ | ----------------- | ---------------------------------------------------------------------------------------- | ------------- | -------------- |
| Lichtenau Pfarrgasse 5 (Standort)    | Wohnhaus          | Zweigeschossiger Satteldachbau, mit Anbauten, teilweise Krüppelwalm, 18./19. Jahrhundert | D-5-71-175-35 | weitere Bilder |
| Weickershof Weickershof 2 (Standort) | Zugehörig Scheune | Fachwerkobergeschoss, 1753                                                               | D-5-71-175-55 | BW             |